# Plectrocnemia praestans
Plectrocnemia praestans är en nattsländeart som beskrevs av Mclachlan 1884. Plectrocnemia praestans ingår i släktet Plectrocnemia och familjen fångstnätnattsländor. Inga underarter finns listade i Catalogue of Life.